# Sterrhini
Sterrhini là một tông bướm trong họ Geometridae, với khoảng 825 loài trong 19 chi. Ngoài ra còn có 6 chi với 36 loài chưa được xác định chắc chắn.

## Các chi
- Anthometra Boisduval, 1840
- Arcobara Walker, 1863
- Brachyglossina Wagner, 1914
- Cleta Duponchel, 1845
- Emmiltis Hubner, 1825
- Epicleta Prout, 1915
- Euacidalia Packard, 1873
- Eueupithecia Prout, 1910
- Eumacrodes Warren, 1905
- Eupithecidia Hampson, 1895
- Idaea Treitschke, 1825
- Limeria Staudinger, 1892
- Lobocleta Warren, 1906
- Lophophleps Hampson, 1891
- Odontoptila Warren, 1897
- Paota Hulst, 1896
- Protoproutia McDunnough, 1939
- Ptychamalia Prout, 1932
- Tineigidia Sterneck, 1934

## Không xác định chắc chắn
- Aphanophleps Warren, 1906
- Lycaugidia Hampson, 1895
- Notiosterrha Prout, 1932
- Stenorrhoe Warren, 1900
- Tricentrogyna Prout, 1932
- Trichosterrha Warren, 1904